# Часовня-усыпальница Рдултовских
Часовня-усыпальница Рдултовских — редкий образец мемориальной архитектуры. Входит в состав усадебно-паркового комплекса Рдултовских в д. Верхнее Чернихово Барановичского района Брестской области.

## Описание
Памятник архитектуры стиля ампир. Часовня-усыпальница Рдултовских напоминает склеп и представляет собой прямоугольное в плане здание размерами 8 на 10 м, здание наполовину засыпано землей. Часовня построена из кирпича и оштукатурена, толщина стен составляет 70 см.
Главный фасад оформлен четырехколонным портиком дорического ордера, с треугольным фронтоном на канале. Карниз здания декорирован зубцами. По обе стороны от входа в часовню — два прямоугольных оконных проёма.

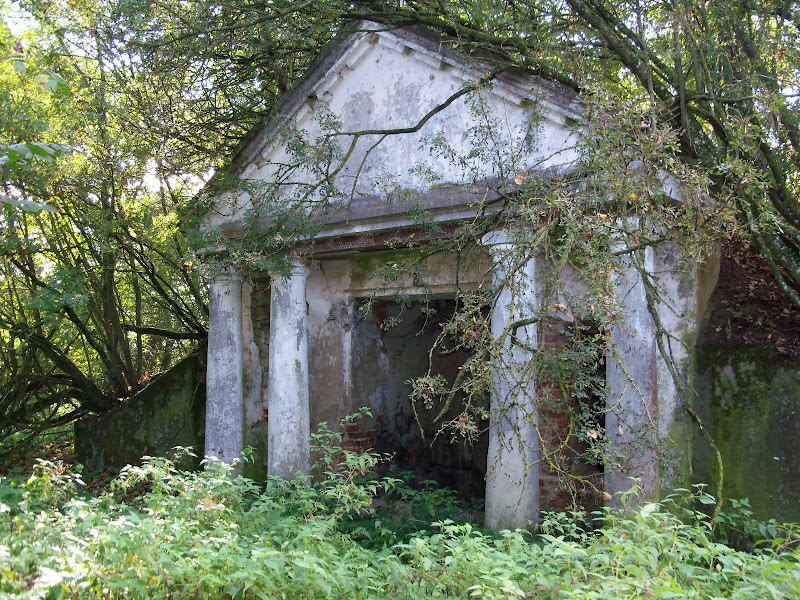
Часовня в 2010 году

Широкий входной проем ведет в притвор, перекрытый полукруглым сводом. Далее идет спуск по степеням вниз через арку в склеп размером 5×5 м, перекрытый крестовым сводом. В боковых стенах 6 арочных погребальных ниш в два яруса.

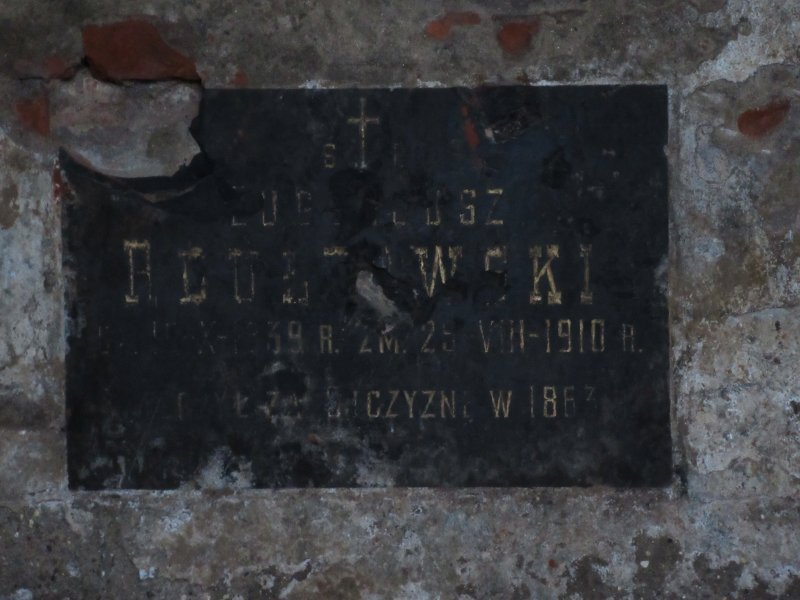
Плита на могиле Евгения Рдултовского

В камерах были установлены плиты, сохранилась только одна из них с надписью «Евгениуш Рдултовский 1839—1911», отмечающая захоронение хозяина усадьбы Евгения Константиновича Рдултовского, участника Январского восстания. 
Со стороны входа в усадьбу, вдоль часовни, высажен ряд лип (четыре дерева) и караганы; у главного фасада росли розы и кусты сирени. Садовая дорожка соединяла часовню-усыпальницу с усадебным домом.